# Hydnocarpus pendulus
Hydnocarpus pendulus är en tvåhjärtbladig växtart som beskrevs av Manilal, T.Sabu och Sivar.. Hydnocarpus pendulus ingår i släktet Hydnocarpus och familjen Achariaceae. Inga underarter finns listade i Catalogue of Life.